# سيباستيان ويل
سيباستيان ويل (بالألمانية: Sebastian Wille)‏ هو طبيب مسالك بولية وأستاذ جامعي ألماني، ولد في 11 سبتمبر 1966 في كيل في ألمانيا.